# 이스라엘 웨폰 인더스트리스
이스라엘 웨폰 인더스트리스(Israel Weapon Industries, IWI, 이전 사명: Magen division of the Israel Military Industries Ltd., IMI)는 이스라엘의 화기 제조업체이다.
1933년에 설립되었다. 이전에 이스라엘 국가 소유였던 IMI의 소형 무기 사업부는 2005년에 민영화되어 IWI로 이름이 변경되었다.
IWI는 세계에서 가장 유명하고 베스트셀러인 군용 무기 제조업체 중 하나이다. 마겐(Magen) 사업부는 1950년대에 우지 (기관단총)의 창시자로 국제적인 명성을 얻었다. 그 중 1,000만 개 이상이 생산되어 회사에 수십억 달러의 수익을 올렸다. 후속으로 잘 알려진 군사 수출품에는 제리코 941 반자동 권총, IMI 네게브, 갈릴 소총, 타보르 돌격 소총 및 DAN .338 저격 소총이 포함되었다.
IWI는 전 세계 군대와 법 집행 기관에서 사용하는 총을 개발 및 제조한다.